# باشگاه فوتبال پارس‌آباد مغان
باشگاه فوتبال پارس‌آباد مغان اردبیل یک باشگاه فوتبال در ایران است که در شهر اردبیل فعالیت می‌کند.

## فصل به فصل
جدول زیر دستاوردهای این باشگاه در مسابقات مختلف را نشان می‌دهد.
| فصل            | لیگ                   | موقعیت | جام حذفی | یادداشت |
| -------------- | --------------------- | ------ | -------- | ------- |
| ۲۰۰۹–۱۰        | لیگ استانی اردبیل     | یکم    |          |         |
| جام حذفی ۸۹-۹۰ | جام حذفی فوتبال ایران |        | دور دوم  |         |